# Obermörmter
Obermörmter is een dorp in de gemeente Xanten in de Duitse deelstaat Noordrijn-Westfalen. Het ligt op ongeveer negen kilometer ten noordwesten van deze stad in een lus van de Rijn tegenover Rees. Het dorp had in 2004 ongeveer 400 inwoners.

## Geschiedenis
Obermörmter behoorde vroeger tot de Graafschap en het latere Hertogdom Kleef. De plaats werd in 1969 door de gemeentelijke herindeling in Noordrijn-Westfalen bij de gemeente Xanten gevoegd. Het was een dunbewoond visserdorp met zalmvisserij. De Rijn vaagde er in de middeleeuwen een burcht weg.

## Landelijke cultuur
De inwoners van de plaats zijn overwegend katholiek. De kerk in Obermörmter heet Sint-Petruskerk.
In het nabij gelegen Appeldorn bevindt zich een grote suikerfabriek die suikerbieten verwerkt. Deze worden verbouwd in de aangrenzende agrarische gebieden. Een fietspad verbindt het dorp met het naastgelegen Niedermörmter (gemeente Kalkar) en met de stad Xanten. In de zomer vaart een fiets- en voetgangerspont tussen Reeserschanz (Niedermörmter) en Rees.
De plaatselijke windmolen heet Harderings Mühle en dateert uit 1869. 

## Reeser Schanz
Recente dijkverzwaringsprojecten in de omgeving zorgden voor versterkte bescherming tegen overstromingen tijdens hoge waterstanden, ook ontstond er een binnenhaven. Ten noorden van Obermörmter ligt het natuurgebied Reeser Schanz. 

## Afbeeldingen

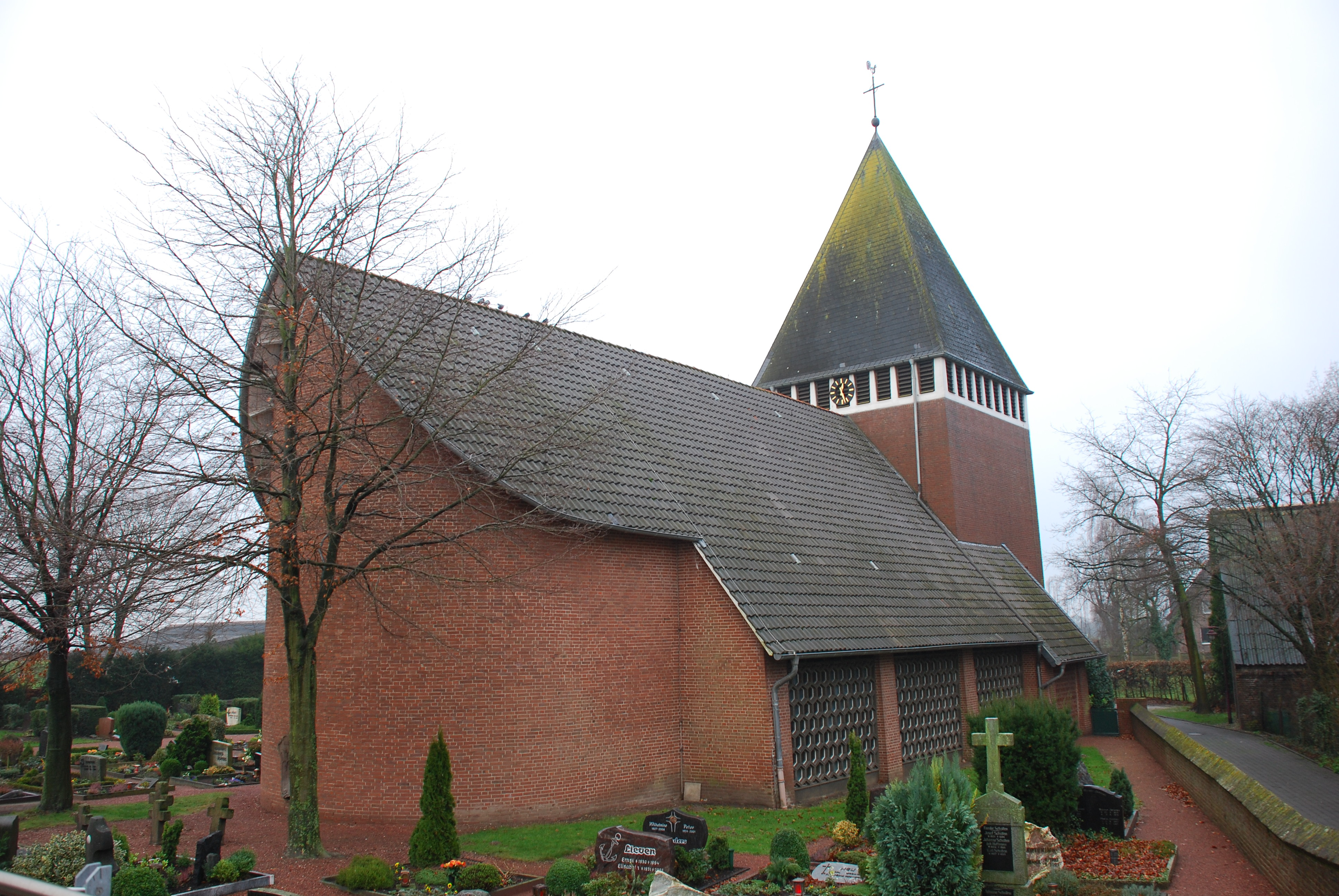
Obermörmter, Sint-Petruskerk
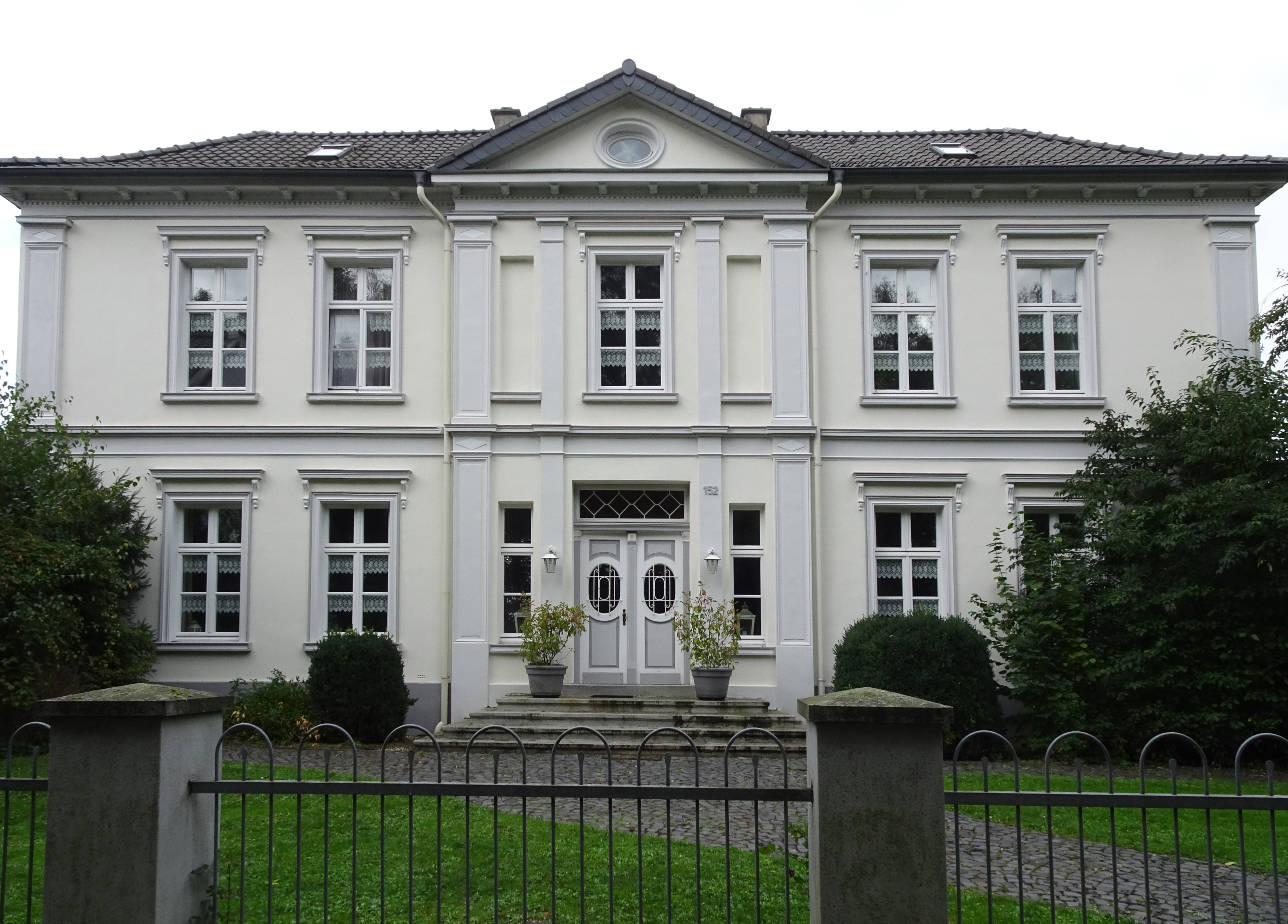
De Husenhof in natuurgebied Reeser Schanz
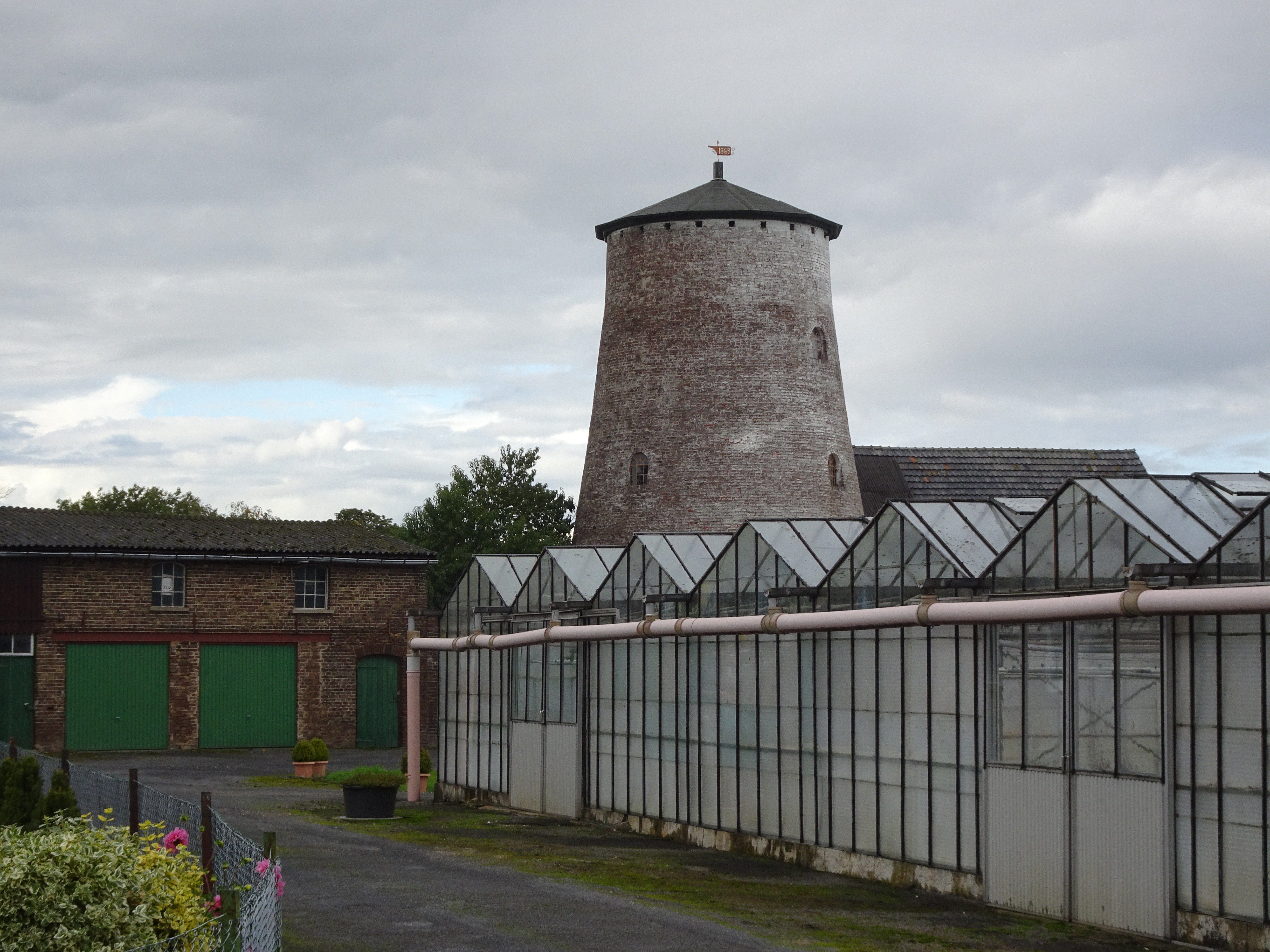
Harderings Mühle (1869)
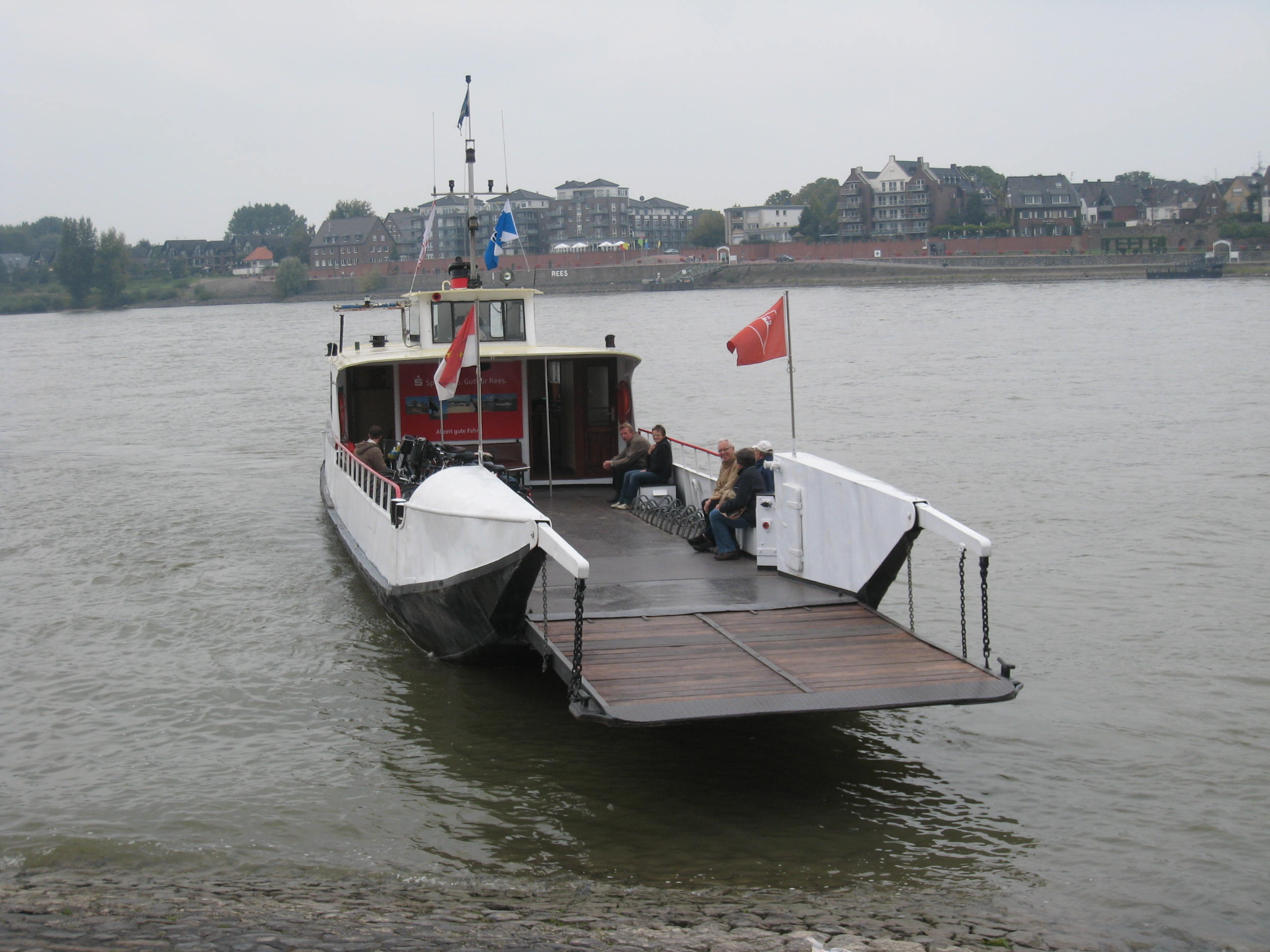
Fietspont tussen Reeser Schanz en Rees